# Daniel (pel·lícula de 1983)
Daniel és una pel·lícula dramàtica britànica-estatunidenca de 1983 dirigida per Sidney Lumet, que va ser adaptada per E. L. Doctorow de la seva novel·la de 1971 The Book of Daniel. Paul i Rochelle Isaacson (basats en Julius i Ethel Rosenberg) són interpretats per Mandy Patinkin i Lindsay Crouse. El seu fill Daniel és interpretat per Timothy Hutton, la seva dona Phyllis per Ellen Barkin i la seva filla (fictícia) Susan per Amanda Plummer. En realitat, els Rosenberg van tenir dos fills, Michael i Robert. Ed Asner i Maria Tucci també apareixen a la pel·lícula.

## Argument
La pel·lícula es basava en la història de la vida de Julius i Ethel Rosenberg, que van ser condemnats com a espies i executats a la cadira elèctrica pel govern dels Estats Units el 1953 per passar secrets nuclears a la Unió Soviètica. Aquesta història segueix el seu fill de ficció mentre intenta trobar la veritat.
1950. En plena Guerra Freda, els nord-americans Rochelle i Paul Isaacson van ser acusats d'espiar en nom de la Unió de Repúbliques Socialistes Soviètiques. Aleshores, la parella és condemnada a la pena de mort. Rochelle i Paul van ser executats tres anys més tard, deixant els seus dos fills, Susan i Daniel, orfes.
A finals de la dècada de 1960, Susan s'havia convertit en una activista molt compromesa, llançant-se a totes les causes imaginables. Daniel porta una vida molt més ordenada i tradicional. Casat, és pare d'un nen petit. Si ho ha fet tot per no pensar més en el destí reservat als seus pares, la Susan no ha oblidat res i porta una vida plena de protesta contra un país que, segons ella, aixafa els ciutadans més fràgils. Després de la mort brutal de la seva germana, Daniel per fi mirarà el seu passat i buscarà entendre els seus orígens.

## Repartiment
- Timothy Hutton com a Daniel Isaacson
- Mandy Patinkin com a Paul Isaacson
- Lindsay Crouse com a Rochelle Isaacson
- Edward Asner com a Jacob Ascher
- Ellen Barkin com a Phyllis Isaacson
- Julie Bovasso com a Frieda Stein
- Tovah Feldshuh com a Linda Mindish
- Carmen Mathews com la senyora Ascher
- Amanda Plummer com a Susan Isaacson
- Lee Richardson com a reporter
- John Rubinstein com a Robert Lewin
- Colin Stinton com a Dale
- Maria Tucci com a Lise Lewin
- Ilan Mitchell-Smith com el jove Daniel Isaacson
- Peter Friedman com a Ben Cohen
- Will Lee com a jutge (a títol pòstum, la seva última aparició)
- David Margulies com el Dr. Duberstein
- Leo Burmester com a agent de l'FBI
- Rosetta LeNoire com a matrona de la presó
- Ron McLarty com a guàrdia de la presó
- Nicholas Saunders com a doctor de la presó
- Daniel Stern com a Artie Sternlicht
- Lee Wallace com a alcalde

## Producció

### Gènesi i desenvolupament
El guió està inspirat en la novel·la The Book of Daniel d'E.L. Doctorow, ell mateix inspirat en la història real d'Ethel i Julius Rosenberg. L'autor està molt implicat en el projecte i escriu ell mateix el guió de la pel·lícula. També fa de productor executiu i fa nombrosos suggeriments a Sidney Lumet. Aquest últim és molt respectuós i receptiu amb el seu treball. Amb la voluntat de fer una pel·lícula molt realista propera a un documental, Sidney Lumet va investigar molt i va parlar especialment amb els guàrdies de presons que van presenciar l'execució dels Rosenberg i van estudiar amb detall el funcionament d'una cadira elèctrica.

### Assignació de papers
Timothy Hutton volia absolutament el paper de Daniel i va viatjar pel seu compte a Nova York per parlar amb Sidney Lumet. En contra del consell del seu agent, va rebutjar el paper principal de Risky Business per poder interpretar a Daniel.
Aquesta és la pel·lícula final de Will Lee, que va morir el desembre de 1982 en algun moment abans de l'estrena de la pel·lícula.

### Rodatge
El rodatge va tenir lloc a finals de 1982 Nova York (sobretot a Kaufman Astoria Studios) així com a East Haven a Connecticut.

## Recepció
Més que una simple crítica a la Història dels Estats Units, Sidney Lumet vol aquí evocar les relacions entre pares i fills. Aquesta és la primera pel·lícula que el cineasta dedica a aquesta temàtica. El seguiran Greta Garbo al cor (1984), Running on Empty (1988) i Negocis de família (1989). Sidney Lumet, tanmateix, esmenta la llista negra que incloïa guionistes amb els quals va col·laborar en el passat i acusat de comunisme. La pel·lícula evoca els Estats Units dels anys 50 i 60, però també els "anys Reagan".
Daniel va rebre crítiques diverses, i no va ser un èxit de taquilla en el seu llançament limitat. Actualment té una puntuació del 43% a Rotten Tomatoes.